# شعار كولومبيا
يحتوي شعار النبالة لكولومبيا على درع به العديد من الرموز. يقف فوق الدرع كندور من جبال الأنديز يحمل تاجًا من الزيتون والكوندور يرمز إلى الحرية.
الشعار الوطني ، Libertad y Orden (الإسبانية من أجل الحرية والنظام) ، موجود على لفيفة بين الطائر والدرع بخط أسود على خلفية ذهبية. يصور الكندور كما هو معروض (مع امتداد جناحيه) وينظر إلى اليمين.